# Chenereilles, Loire
Chenereilles là một xã trong tỉnh Loire miền trung nước Pháp.